# Blanca Torres Miguel
Blanca Torres Miguel (Zaragoza, 30 de diciembre de 1977) es una directora y guionista española. Ha trabajado como guionista, editora y directora en televisión, así como en la industria cinematográfica.Premio Forqué al Mejor Documental en 2024.Nominada a los Premios Goya 2025.

## Trayectoria profesional
Licenciada en Filología Hispánica en la Universidad de Zaragoza, estudió en la Escuela de Artes y Espectáculo de Madrid, donde cursó la especialidad de Guion para Cine y Televisión.
Comenzó como guionista 2005 con el guion del largometraje Amateurs, de Gabriel Velázquez, presentado en el Festival Internacional de cine de San Sebastián. Además ha trabajado de coguionista y editora de los filmes Iceberg en 2011. 
Ha trabajado como guionista y montadora en reportajes y documentales  en España y Argentina (Cuatro, Telecinco, Telefe, El Mundo, Grupo Prisa, TVE-1, Odisea, Amazon Prime). En 2013 comienza su segundo proyecto, Ärtico, también de Gabriel Velázquez, que se lleva una Mención Especial del Jurado Joven del Festival Internacional de Cine de Berlín. En 2016 da el salto a la dirección y, junto con Gabriel Velázquez, dirige su primera película, Análisis de sangre azul, que se presentó en el Festival de Cine Europeo de Sevilla.En 2024 dirige su segundo largometraje, el documental Marisol, llámame Pepa, estrenado en el Festival de Cine de Málaga.En el año 2024 ganó el Premio Forqué al mejor documental.
Fue socia fundadora en 2018 y primera presidenta de la asociación ACM112, cuyo fin es acompañar a personas en soledad no deseada durante el proceso de final de la vida.

## Filmografía
- Amateurs (Largometraje, 2008). Guionista. [8]
- Iceberg (Largometraje, 2011). Coguionista y editora
- Ártico (Largometraje, 2014) Coguionista.  [14]
- Análisis de sangre azul (documental, 2016) Dirección y guion.[15][16][17][18]
- Marisol, llámame Pepa (Documental 2024) Dirección y Guion[19]Un largometraje documental sobre  Pepa Flores en el período de su vida de niña prodigio como la cantante Marisol.[20][2]

## Premios y distinciones
- Premio Forqué 2024 al Mejor Documental, por Marisol, llámame Pepa. [3]
- Premio Alma 2025 al mejor largometraje documental, por Marisol, llámame Pepa. Galardón concedido por el Sindicato de Guionistas de España ALMA. [21]